# Francesc Vinyals i Bou
Francesc Vinyals i Bou   (Barcelona, 10 de desembre de 1897 - abril 1951) fou un futbolista català que jugava de davanter amb el FC Barcelona als anys 1910 i 1920.

## Trajectòria
Francesc Vinyals va jugar tota la seva carrera al FC Barcelona. El seu debut oficial amb el Barça va ser el 25 d'octubre 1914 contra el FC Avenç en un partit del campionat de Catalunya.
Va jugar el seu últim partit amb el Barça el 4 d'abril de 1926 contra el Reial Saragossa a la Copa espanyola. Va jugar un total de 103 partits oficials (15 de Copa espanyola i 88 del campionat de Catalunya) i marca 12 gols. També va jugar 349 partits no oficials.
El club li va retre un homenatge al camp del carrer de la Indústria el 14 d'abril de 1918 encara en actiu i un altre a les Corts junt amb Ramon Bruguera el 19 de juny de 1927 en retirar-se. El seu germà Josep Vinyals també va jugar al Barça però només partits no oficials.
Fou un destacat corredor de fons, juntament amb el seu germà Josep.

## Palmarès
Amb el FC Barcelona :
- Copa d'Espanya : 1920, 1922, 1925 i 1926
- Campionat de Catalunya : 1916, 1919, 1920, 1921, 1922, 1924 i 1925